# Историја Уганде
Историја Уганде обухвата историју народа који је настањивао територију данашње Уганде пре оснивања Републике Уганде, као и историју те земље након њеног оснивања. Докази из палеолитске ере показују да су људи насељавали Уганду најмање 50.000 година. Шуме Уганде су постепено крчили за пољопривреду људи који су вероватно говорили централно-суданске језике.
Године 1894. Уганда је постала протекторат Британске империје, а 1962. Уједињено Краљевство је дало независност Уганди чиме је Сир Едвард Мутеса Валугембе постао први председник Уганде, и Кабака (краљ краљевине) Буганде. Иди Амин је свргнуо Милтона Оботеа да би постао владар Уганде 1971. године, позиција коју ће заузимати осам година док није збачен 1979. као резултат рата у Уганди и Танзанији. Након низа других лидера од Аминовог пада, Јовери Мусевени је дошао на власт 1986. године и од тада води Уганду.

## Претколонијални период
Палеолитски докази о људским активностима у Уганди сежу до најмање 50.000 година, а можда чак и до 100.000 година, као што показују ашелски камени алати пронађени у некадашњој околини Викторијиног језера, који су били изложени дуж долине реке Кагера, углавном око Нсонезија. 
Узгајивачи који су постепено крчили шуму вероватно су били људи који су говорили банту, чија је спора, али неумољива експанзија постепено захватила већи део подсахарске Африке. Такође су узгајали козе и кокошке, а вероватно су држали и стоку од 400. године пре нове ере. Њихово познавање пољопривреде и коришћење технологије ковања гвожђа омогућило им је да крче земљу и хране све већи број досељеника. Они су раселили мале групе аутохтоних ловаца-сакупљача, који су се преселили у мање приступачне планине. 
У међувремену, до првог века нове ере и вероватно већ у четвртом веку пре нове ере у западној Танзанији, одређени металурзи који су говорили банту усавршавали су топљење гвожђа за производњу угљеничног челика средњег квалитета. Иако се већина ових дешавања одвијала југозападно од модерних граница Уганде, гвожђе је копано и топљено у многим деловима земље недуго затим. 

## Протекторат (1894–1961)
Током 1890-их, 32.000 радника из Британске Индије регрутовано је у источну Африку под уговором о раду за изградњу Угандске железнице.  Већина преживелих Индијаца вратила се кући, али је 6.724 одлучило да остане у источној Африци након завршетка линије.  Касније су неки постали трговци и преузели контролу над пречишћавањем памука и кројачким малопродајним пословима. 
Од 1900. до 1920. године, епидемија болести спавања у јужном делу Уганде, дуж северне обале језера Викторија, убила је више од 250.000 људи. 

## Рана независна Уганда (1962–1971)
Британија је дала независност Уганди 1962, иако су избори који су довели до унутрашње самоуправе одржани 1. марта 1961. Бенедикто Киванука из Демократске странке постао је први главни министар. Милтон Оботе је изабран за премијера у априлу 1962, а Уганда је постала република у октобру 1962, задржавши своје чланство у Комонвелту.
У наредним годинама, присталице централизоване државе су се надметале са онима који су за лабаву федерацију и снажну улогу локалних краљевстава заснованих на племенима. Политичко маневрисање је достигло врхунац у фебруару 1966. године, када је Милтон Оботе, премијер, суспендовао устав и преузео сва владина овлашћења, укинувши функције председника и потпредседника. Септембра 1967. нови устав је прогласио Уганду републиком, председнику дао још већа овлашћења и укинуо традиционална краљевства.

## Уганда под Иди Амином (1971–1979)
Након војног удара 25. јануара 1971, Оботе је свргнут са власти, а диктатор Иди Амин преузео је контролу над земљом. Амин је владао Угандом са војском наредних осам година  и вршио је масовна убиства унутар земље да би одржао своју власт.
Године 1972, под такозваном политиком „африканизације“ под Иди Амином, око 40.000 етничких Индијаца са британским пасошима било је принуђено да напусти Уганду. Отприлике 7.000 је позвано да се настани у Канади; међутим, само ограничен број је прихватио понуду, а попис становништва из 2006. је пријавио 3.300 људи угандског порекла у Канади. Губитак предузетничке индијске мањине оставио је економију земље у рушевинама. 
Аминова осмогодишња владавина произвела је економски пад, друштвену дезинтеграцију и масовна кршења људских права. Етничке групе Ачоли и Ланги у северној Уганди биле су нарочити предмет Аминовог политичког прогона јер су подржавале Оботеа и чиниле велики део војске.  Године 1978, Међународна комисија правника је проценила да је више од 100.000 Уганђана убијено током Аминове владавине терора. Неки ауторитети наводе цифру чак и до 300.000 — што је статистика цитирана на крају филма Последњи краљ Шкотске из 2006, који описује део Аминове диктатуре. Аминови злочини су сликовито приказани у књизи „Стање крви“ из 1977. коју је написао један од његових бивших министара након што је побегао из земље, Хенри Кјемба.
Аминова владавина је окончана након рата Уганде и Танзаније у којем су танзанијске снаге потпомогнуте угандским прогнанима извршиле инвазију на Уганду. Сукоб је почео граничном свађом у којој су учествовали угандски прогнаници који су имали камп близу границе са Угандом у близини Мутукуле. То је резултирало нападом угандске војске на Танзанију. У октобру 1978. године, танзанијске оружане снаге су одбиле овај упад и, уз подршку угандских прогнаника, извршиле инвазију на Уганду. Аминовим трупама су помагали либијски војници. Дана 11. априла 1979. главни град Кампала је заузет и Амин је са својим преосталим снагама побегао у Либију.

## Уганда од 1979
Након Аминове смене, Фронт националног ослобођења Уганде формирао је привремену владу са Јусуфом Лулеом као председником и Џеремијом Лукасом Опиром као генералним секретаром Фронта. Ова влада је усвојила министарски систем администрације и створила квази-парламентарни орган познат као Национална консултативна комисија. Ова комисија и Лулеов кабинет одражавали су веома различите политичке ставове. У јуну 1979, након спора око обима председничких овлашћења, Комисија је заменила Лулеа са Годфријем Бинаисом.
У континуираном спору око овлашћења привременог председништва, Бинаиса је смењен у мају 1980. Након тога, Угандом је владала војна комисија којом је председавао Пауло Муванга. Децембарски избори 1980. вратили су Конгрес народа Уганде на власт под вођством Милтона Оботеа, а Муванга је био потпредседник. У својим напорима да сузбију побуну коју је предводио Јовери Мусевени, снаге безбедности су опустошиле значајан део земље, посебно у области Луверо северно од Кампале.
Побуну, такозвани „буш рат“, водила је Национална армија отпора, под вођством Јовери Мусевенија, и друге побуњеничке групе, укључујући Савезни демократски покрет на челу са Ендрјуом Кајиром и још једном групом предвођеном Џоном Нквангом. Током сукоба војска је извршила масовна убиства небораца. 
Оботе је збачен 27. јула 1985. године, када је војна бригада, састављена углавном од етничких Ачоли трупа, којом је командовао генерал-потпуковник Базилио Олара-Окело, заузео Кампалу и прогласио војну владу. Оботе је побегао у изгнанство у Замбију. Нови режим, на челу са бившим командантом одбрамбених снага ген. Титом Окело (нема везе са генерал-потпуковником Олара-Окелом), отворио је преговоре са Мусевенијевим побуњеничким снагама и обећао да ће побољшати поштовање људских права, окончати племенско ривалство и спровести слободне и поштене изборе. У међувремену, масовна кршења људских права су се наставила док је Окелова влада спроводила бруталну противпобуњеничку акцију у покушају да уништи подршку Националне армије отпора (НАО).
Преговори између владе Окела и НАО вођени су у Најробију у јесен 1985. године, а кенијски председник Данијел арап Мои тражио је прекид ватре и коалициону владу у Уганди. Иако је крајем 1985. пристала на прекид ватре, НАО је наставила борбу и заузела Кампалу и земљу крајем јануара 1986. године, приморавајући Окелове снаге да побегну на север у Судан. Мусевенијеве снаге су организовале владу са Мусевенијем као председником.
Након преузимања власти, влада којом је доминирала политичка групација коју су створили Мусевени и његови следбеници, Покрет националног отпора („Покрет“), у великој мери је стао на крај кршењу људских права ранијих влада, покренуо значајну политичку либерализацију и општу слободу штампе, и покренуо широке економске реформе након консултација са Међународним монетарним фондом, Светском банком и владама донаторима.
Међутим, од 1986. до 1994. различите побуњеничке групе су водиле грађански рат против угандске владе председника Мусевенија. Највећи део борби вођен је на северу и истоку земље, мада су погођени и западни и централни региони. Најважније побуњеничке фракције биле су Народна демократска војска Уганде, Народна армија Уганде, Покрет Светог Духа Аличе Ауме и војска Џозефа Конија (која је касније постала Господова војска отпора). 
Године 1996. Уганда је била кључна присталица свргавања заирског председника Мобутуа Сесе Секоа у Првом рату у Конгу у корист вође побуњеника Лорана-Дезиреа Кабиле.

### 21. век
У августу 2005. Парламент је изгласао промену устава како би се укинула ограничења председничког мандата, дозвољавајући Мусевенију да се кандидује за трећи мандат ако то жели. На референдуму у јулу 2005, 92,5%  бирача подржало је обнову вишестраначке политике, чиме је укинут не-партијски или „покрет“ систем. Киза Бесигие, Мусевенијев политички ривал, вратио се из егзила у октобру 2005. и био је председнички кандидат на изборима 2006. године. Истог месеца, Оботе је умро у Јужној Африци. Мусевени је победио на председничким изборима у фебруару 2006.
2009. године предложен је и разматран је Предлог закона о борби против хомосексуализма.  Предложио га је 13. октобра 2009. члан парламента Давид Бахати и, да је усвојен, проширио би криминализацију хомосексуализма у Уганди; уведена је смртна казна за особе које су раније осуђиване, ХИВ позитивне или се баве сексуалним односима са особама млађим од 18 година;  уведена је екстрадиција за оне који се баве истополним сексуалним односима изван Уганде; и казне за појединце, компаније, медијске организације или невладине организације које подржавају ЛГБТ права.
Дана 11. јула 2010. бомбаши Ал-Шабаба убили су 74 особе у Кампали. Угандске безбедносне и обавештајне службе су 13. септембра 2014. уз помоћ Сједињених Држава идентификовале и спречиле велики терористички напад у Кампали. Пронашли су самоубилачке прслуке, импровизоване експлозивне направе и малокалибарско оружје, а ухапсили су 19 људи за које се сумњало да су били повезани са ал-Шабабом.  Овај напад је могао бити значајан као напад у Најробију током претходне године на Вестгејт тржни центар.  Уместо тога, то је био неуспех за ал-Шабаб. 
Општи избори у Уганди 2016. одржани су 18. фебруара 2016. ради избора председника и парламента. Дан избора проглашен је државним празником.  Уочи избора, Мусевени је описао формирање Источноафричке федерације која уједињује Уганду, Танзанију, Кенију, Руанду, Бурунди и Јужни Судан као „мету број један на коју треба да циљамо“.  У септембру 2018. формиран је комитет за почетак процеса израде регионалног устава,  а нацрт устава за конфедерацију треба да буде написан до 2021. године, а примена конфедерације до 2023. 
На општим изборима у Уганди 2021. поново је изабран председник Мусевени за шести мандат, али су се међународни посматрачи жалили на владино насиље и дезинформације, сузбијање независних медија и опозиционих кампања, хапшење опозиционих лидера, гашење интернета и узнемиравање посматрача. Према званичним резултатима, Мусевени је победио на изборима са 58 одсто гласова, док је поп звезда који је постао политичар Боби Вајн имао 35 одсто. Опозиција је оспорила резултат због навода о широко распрострањеној превари и неправилностима. 

### Примарни извори
- Tucker, Alfred R. (1911). Eighteen Years in Uganda and East Africa. London: Edward Arnold.